# (10967) Billallen
(10967) Billallen es un asteroide perteneciente al cinturón de asteroides descubierto el 26 de marzo de 1971 por Ingrid van Houten-Groeneveld, Cornelis Johannes van Houten y Tom Gehrels desde el observatorio del Monte Palomar, Estados Unidos.

## Designación y nombre
Billallen recibió inicialmente la designación de 4349 T-1.
Más tarde, en 2006, fue nombrado en honor del ingeniero eléctrico neozelandés y astrónomo aficionado William H. Allen, propietario de un observatorio privado en Rapaura, Nueva Zelanda.

## Características orbitales
Billallen orbita a una distancia media del Sol de 2,769 ua, pudiendo acercarse hasta 1,907 ua y alejarse hasta 3,631 ua. Tiene una excentricidad de 0,3112 y una inclinación orbital de 8,998 grados. Emplea 1683 días en completar una órbita alrededor del Sol.

## Características físicas
La magnitud absoluta de Billallen es 13,8.